# バーバラ・ボニー
バーバラ・ボニー（Barbara Bonney、1956年4月14日 - ）は、アメリカ合衆国のソプラノ歌手。ニュージャージー州モントクレア生まれ。幼少期からピアノとチェロを学び、13歳の時移り住んだメイン州ではユース・オーケストラでチェロを弾いていた。
カナダでウォルター・レイニンジャー（Walter Raninger）に学ぶ。
1979年にダルムシュタット歌劇場に出演し、『ウィンザーの陽気な女房たち』でアンナ役を歌ってデビュー。その後5年間のうちにドイツ全土とコヴェント・ガーデンおよびスカラ座で活躍した。1988年にリヒャルト・シュトラウスの『ナクソス島のアリアドネ』によりメトロポリタン歌劇場にデビューを果たす。
1994年、カルロス・クライバー指揮ウィーン国立歌劇場来日公演にて、R・シュトラウスの『ばらの騎士』のゾフィー役で絶賛を博した。
偉大なリリック・ソプラノ歌手の一人として世界的に評価されており、オペラのほかにソリストとして演奏会でも活躍し、多くの偉大な指揮者と共演を重ねている。リート歌手としても多くの録音数を誇る。レパートリーは幅広く、モーツァルトやメンデルスゾーン、ツェムリンスキーなどのリート、マーラーの声楽つき交響曲、ヴェルディの『ファルスタッフ』など。
現在はイギリスの王立音楽アカデミーで教鞭を執る。前夫はスウェーデンの名バリトン歌手ホーカン・ハーゲゴール。
1999年10月12日に茨城県水戸市の水戸芸術館にてリサイタルを開催予定だったが、東海村JCO臨界事故の影響を懸念して中止となった。